# Białaczów
Białaczów è un comune rurale polacco del distretto di Opoczno, nel voivodato di Łódź.
Ricopre una superficie di 114,49 km² e nel 2004 contava 6 043 abitanti.